# Suffragette (film)
Suffragette is een Britse film uit 2015 onder regie van Sarah Gavron. De film ging in première op 4 september op het Telluride Film Festival. 

## Verhaal
De film vertelt het waargebeurde verhaal over de suffragettebeweging in 1912 in Groot-Brittannië, hun strijd voor vrouwenrechten en vooral voor het vrouwenkiesrecht. Maud, een fabrieksarbeidster met een man en een zoon, wordt door de voortvluchtige politieke activiste Emmeline Pankhurst overtuigd om zich aan te sluiten bij de vrouwenbeweging.  Door middel van onder andere hongerstakingen en nachtelijke brandstichting binden de vrouwen een strijd aan met de autoriteiten en de politieke discriminatie van de vrouwen in het algemeen. De vrouwenbeweging is niet bang om geweld te gebruiken om hun doel te bereiken.

## Rolverdeling
| Acteur               | Personage          |
| -------------------- | ------------------ |
| Carey Mulligan       | Maud Watts         |
| Helena Bonham Carter | Edith Ellyn        |
| Meryl Streep         | Emmeline Pankhurst |
| Natalie Press        | Emily Davison      |
| Anne-Marie Duff      | Violet Miller      |
| Romola Garai         | Alice Haughton     |
| Brendan Gleeson      | Steed              |
| Ben Whishaw          | Sonny Watts        |
| Samuel West          | Benedict           |
| Adam Nagaitis        | meneer Cummins     |
| Adrian Schiller      | David Lloyd George |

## Productie
Het filmen begon op 24 februari 2014 in Londen en het was de eerste maal dat er gefilmd werd in het Palace of Westminster. De film kwam na zijn première op het Telluride Film Festival vanaf oktober 2015 in de filmzalen en ontving overwegend positieve kritieken van de filmcritici.